# Bárboles
Bárboles ist ein Ort und eine Gemeinde (municipio) mit insgesamt 286 Einwohnern (Stand: 2024) im Zentrum der Provinz Saragossa in der Autonomen Region Aragonien im Nordosten Spaniens.

## Lage und Klima
Der Ort Bárboles liegt auf dem Ostufer des Río Jalón gut 35 km (Fahrtstrecke) westlich der Provinzhauptstadt Saragossa in einer Höhe von ca. 260 m. Das Klima ist gemäßigt bis warm; der eher spärliche Regen (ca. 370 mm/Jahr) fällt übers Jahr verteilt.

## Bevölkerungsentwicklung
| Jahr      | 1857 | 1900 | 1950 | 2000 | 2017 |
| Einwohner | 474  | 681  | 773  | 326  | 312  |

Als Folge zunehmender Trockenheit, der Mechanisierung der Landwirtschaft, der Aufgabe von zahlreichen bäuerlichen Kleinbetrieben und des daraus resultierenden geringeren Arbeitskräftebedarfs auf dem Land ist die Zahl der Einwohner seit der Mitte der 20. Jahrhunderts infolge der „Landflucht“ deutlich gesunken. Zur Gemeinde gehören auch die Weiler (pedanías) Oitura und Peramán.

## Wirtschaft
Die Einwohner des Ortes waren jahrhundertelang im Wesentlichen Selbstversorger; Lebensmittelgeschäfte oder Märkte gab es nicht bzw. nur selten. Auch die wenigen Händler, Handwerker und Dienstleister versorgten sich im Wesentlichen selbst mit allem Lebensnotwendigen. Erst durch die Verbesserung der Infrastruktur in der zweiten Hälfte des 20. Jahrhunderts verbesserte sich die Situation.

## Geschichte
Auf dem Gemeindegebiet von Bárboles wurden weder keltische noch römische oder gar westgotische Kleinfunde entdeckt. Im 8. Jahrhundert wurde die Gegend von arabisch-maurischen Heeren überrannt; erst zu Beginn des 12. Jahrhunderts konnten die Mauren unter Alfons I. von Aragón nach Süden abgedrängt werden (reconquista). Im 16. Jahrhundert stand der Ort unter der Grundherrschaft (señorio) der Familie Ximenez de Embun, deren Oberhäupter seit dem Jahr 1647 den Markgrafentitel (marques) trugen.

## Sehenswürdigkeiten
- An die Existenz einer maurischen oder christlich-mittelalterlichen Burg (castillo) erinnert nur noch ein Bogen am Hauptplatz des Ortes.[5]
- Die im 16. Jahrhundert nahezu vollständig in Mudéjar-Manier aus Ziegelsteinen erbaute einschiffige Kirche La Asunción de Nuestra Señora ist der Himmelfahrt Mariens geweiht. Die Fassade ist eine einfachere Version der Kirche im Nachbarort Urrea de Jalón und hat im Wesentlichen ihr äußeres Erscheinungsbild bewahrt. Das Innere der Kirche zeigt Sterngewölbe mit vergoldeten hängenden Schlusssteinen.[6][7]

Umgebung
- Die Weiler Oitura und Peramán haben nur noch etwa 30 bzw. fünf Einwohner.